# سد گاران
سد گاران یک سد خاکی بر روی رود گاران، از شاخه‌های رود سیروان، است که در ۱۵ کیلومتری شمال شرق مریوان در استان کردستان قرار دارد.
این سد ۶۲ متر ارتفاع و قابلیت ذخیره‌سازی ۱۱۰ میلیون مترمکعب آب را دارد. هدف اولیه احداث سد تأمین آب ۱۰۴۵۰ هکتار از زمینهای کشاورزی شهرستان مریوان بود. این سد آب آشامیدنی شهر مریوان را نیز تأمین می‌کند. ساخت سد گاران در سال ۱۳۸۱ آغاز شد و در سال ۱۳۹۲ توسط محمود احمدی‌نژاد به بهره‌برداری رسید. 
همچنین برای احیای دریاچه زریوار و تنظیم حجم آب آن، سالانه در حدود ۳.۶ میلیون متر مکعب آب از سد گاران به این دریاچه منتقل می‌شود.

### نگارخانه

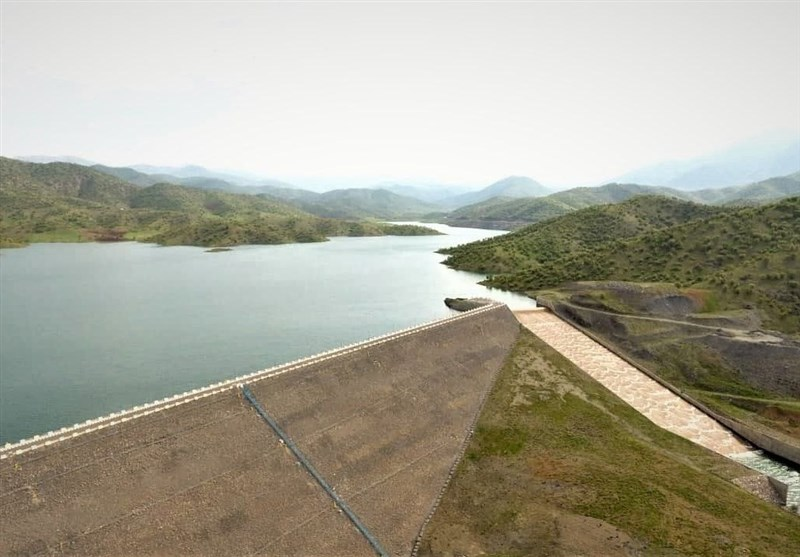
سرریز شدن سد گاران در اسفند ماه سال ۱۴۰۲
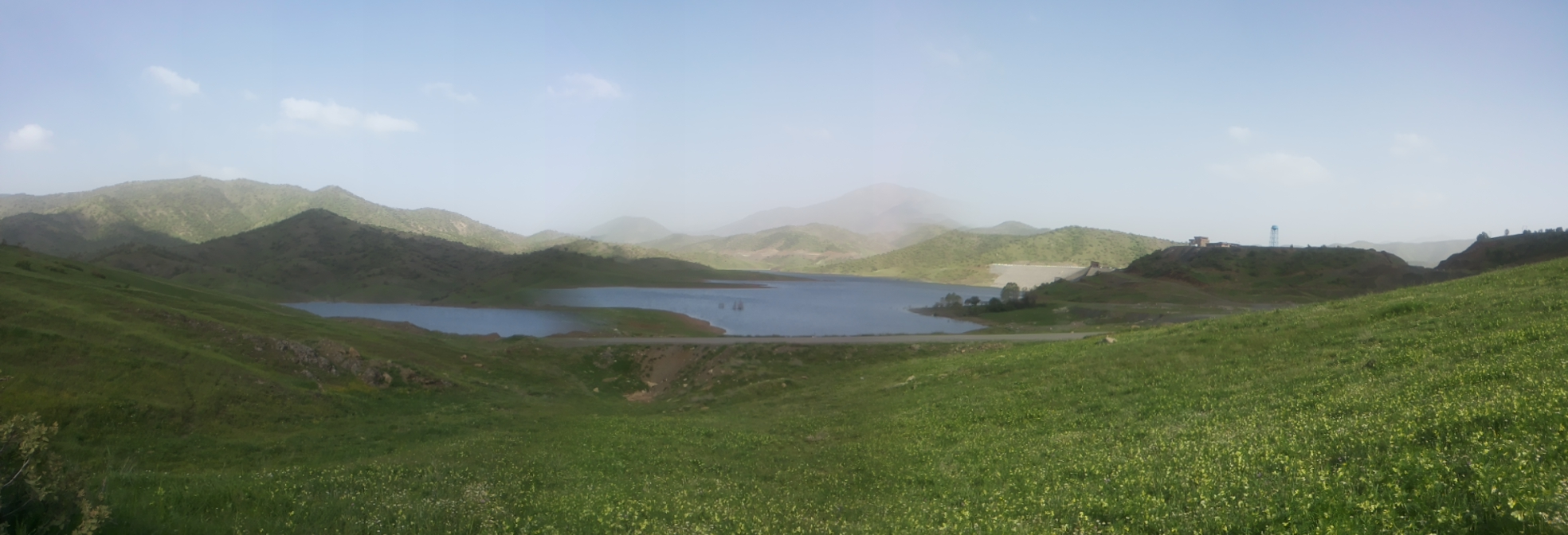
منطقه سد گاران